# سوبر ماريو 3دي ورلد
سوبر ماريو 3دي ورلد (بالإنجليزية: Super Mario 3D World) هي لعبة منصات قامت نينتندو بتطويرها للوي يو في نوفمبر 2013. هي سادس لعبة منصات ثلاثية أبعاد رئيسية في سلسلة سوبر ماريو وتكملة سوبر ماريو ثري دي لاند (2011) لنينتندو 3دي أس. تتبع اللعبة ماريو والأصدقاء الذين يحاولون إنقاذ مخلوقات تشبه الجنيات تسمى سبريكسيس من باوزر، والتي تغزو العالم المعروف باسم مملكة سبريكسي. تشبه أسلوب اللعب الإصدارات السابقة من السلسلة، حيث يمر اللاعبون عبر المستويات الفردية للوصول إلى باوزر. تتميز اللعبة بمُحدد للشخصيات بالإضافة إلى تقديم قوة إضافية تسمى سوبر بيل، والتي تحول اللاعب إلى قطة، وتمكنهم من تسلق الجدران واستخدام هجوم الخدش. تم إصدار نسخة محسّنة بمحتوى إضافي بعنوان سوبر ماريو 3دي ورلد + باوزرز فيوري (بالإنجليزية: Super Mario 3D World + Bowser's Fury)، لجهاز نينتندو سويتش في 12 فبراير 2021.
تم الإشادة بسوبر ماريو 3دي ورلد لتصميمها المستوي، والعرض التقديمي، وقيمة إعادة التشغيل، والموسيقى التصويرية، على الرغم من أن بعض المراجعين شجبوا الكاميرا غير الموثوق بها في وضع تعدد اللاعبين. حققت اللعبة نجاحًا ماليًا، حيث بيعت نسخة وي يو أكثر من 5.8 مليون وحدة في جميع أنحاء العالم اعتبارًا من سبتمبر 2020 وأصبحت ثاني أكثر لعبة مبيعا للوي يو. اعتبارًا من مارس 2021، باعت نسخة نينتندو سويتش أكثر من 5.5 مليون وحدة في جميع أنحاء العالم. بين كلا الإصدارين، تم بيع ما مجموعه 11.45 مليون وحدة في جميع أنحاء العالم.

## أسلوب اللعب

ينطلق لويجي وتود وبيتش وماريو عبر مستوى اللعبة.

تلعب مستويات اللعبة بشكل مشابه لتلك الموجودة في سوبر ماريو 3دي لاند، والتي تجمع بين طريقة لعب التجوال الحر لألعاب سوبر ماريو ثلاثية الأبعاد مع آليات التمرير الجانبي ثنائي الأبعاد، بما في ذلك المؤقت وسارية العلم المنتهية. يمكن لما يصل إلى أربعة لاعبين متزامنين التحكم في شخصيات اللاعب، بما في ذلك ماريو ولويجي والأميرة بيتش وتود وروزالينا غير القابلة للفتح. على غرار ظهورهم في سوبر ماريو برذرز 2، كل من الشخصيات تمتلك قدرات فريدة وتحكمًا مختلفًا: ماريو لديه توازن في سرعة الجري وارتفاع القفز؛ يقفز لويجي أعلى وينخفض بشكل أبطأ، ولكن لديه قوة جر أقل قليلاً؛ يمكن أنتقفز بيتش تيطفو لفترة وجيزة في الهواء، لكنها تعمل ببطء؛ تود هو الأسرع بينهم، لكنه لا يستطيع القفز عالياً ويسقط بشكل أسرع؛ يمكن أن تستخدم روزالينا حركة هجوم الدوران كما رأينا في ألعاب سوبر ماريو غالاكسي، ولكن لديها أبطأ سرعة تشغيل. يمكن للاعب تحديد أي من الشخصيات الخمسة لاستخدامها قبل بدء المستوى، ويمكن لما يصل إلى أربعة لاعبين استكشاف نفس المستوى في وقت واحد، والمشاركة من مجموعة من الأرواح. يستطيع اللاعبون أيضًا التقاط وحمل ورمي بعضهم البعض.
يتم الوصول إلى المستويات من خلال خريطة العالم، حيث يمكن للاعبين العثور على مناطق مخفية لكسب المزيد من العناصر أو العملات المعدنية. يحتوي كل مستوى على ثلاث نجوم خضراء قابلة للتحصيل، وهي مطلوبة للوصول إلى مستويات معينة، ويحتوي كل مستوى رئيسي على طابع مخفي تم استخدامه في المشاركات المكتوبة بخط اليد إلى مجتمع مي فيرس عبر الإنترنت البائد الآن. يمكن للاعبين أيضًا عرض الرسائل التي تركها اللاعبون الآخرون، سواء على خريطة العالم أو بعد مسح المستوى، ويمكنهم تنزيل «أشباح المي»، وهي سجلات حية للاعبين الآخرين الذين يكملون المستويات. يمكن منافسة الأشباح، وقد تحمل جوائز هدايا مثل العملات المعدنية أو الأرواح الإضافية. يمكن ربح النجوم الخضراء الإضافية في مستويات كابتن تود والبيت الغامض ومراحل التحدي.
إلى جانب العناصر التي تعود من الألعاب السابقة، مثل وردة النار وسوبر ليف وميغا مشروم وبروبليكس بوكس ووردة بوميرنغ، تم تقديم العديد من العناصر. يمنح سوبر بيل للاعبين بدلة القط، مما يسمح لهم بالركض بشكل أسرع وتنفيذ هجمات فريدة وتسلق الجدران للوصول إلى مناطق جديدة. يسمح شكل مختلف من سوبر بيل، لاكي بيل، للاعب بتحويل شخصيته مؤقتًا إلى تمثال قطة محظوظ يمنح العملات المعدنية في ظل ظروف معينة. يجعل دوبل تشيريز استنساخًا للاعب، مما يسمح لهجمات أكثر فاعلية وفرصة أكبر للبقاء على قيد الحياة؛ كلما زاد عدد مرات استخدام اللاعب لدوبل تشيريز، كلما ظهر عدد أكبر من النسخ. يمكن للاعبين ارتداء صناديق المدفع التي تطلق النار على الأعداء، والكتل الخفيفة التي يمكنها هزيمة الأشباح، وأقنعة غومبا التي تتيح لهم الاندماج مع العدو غومبا. يمكن للاعبين التقاط أشياء مختلفة، مثل القنابل وكرات القاعدة ونباتات البيرانا (التي يمكن استخدامها لهزيمة الأعداء أو حل الألغاز)، ويمكنهم الركوب في حذاء تزلج أو على ديناصور مائي اسمه بليسي.
يسمح وي يو جيم باد للاعبين بفرك شاشة اللمس والنفخ في الميكروفون للكشف عن الكتل أو العناصر المخفية وإعاقة الأعداء وتنشيط الآليات واستخدام اللعب خارج التلفزيون. اللعبة متوافقة مع وي ريموت نونتشوك وكلاسيك كونترولر ووي يو برو كونترولر. يمكن الوصول إلى إصدار غير قابل للفتح بطابع لويجي من ماريو برذرز، لويجي برذرز، عن طريق مسح اللعبة أو حفظ البيانات من نيو سوبر لويجي يو.

## الحبكة
يشاهد ماريو ولويجي وبيتش وتود عرضًا للألعاب النارية حتى يعثروا على أنبوب زجاجي مائل. بعد أن قام ماريو ولويجي بإصلاحها، تظهر أميرة سبريكسي تشبه الجنية الخضراء وتخبرهم أن باوزر قد اختطف وحاصر بقية أميرات سبريكسي في الجرار. يصل ويقبض عليها قبل أن يهرب عبر الأنبوب، بينما يدخله الأبطال ويلاحقونه. وجدوا أنفسهم في عالم يُعرف باسم «مملكة سبريكسي» وانطلقوا للعثور على سبريكسي. بعد أن ينقذ الأبطال الأخير، يستعيد باوزر السبعة جميعًا ويتوجه إلى قلعة الملاهي الخاصة به. بعد ذلك، يستخدم باوزر سوبر بيل للتحول إلى شكل قطة يسمى مياوزر. تشرع المجموعة في تسلق أعلى برج وهزيمة مياوزر. يقول الأبطال وداعًا للسبريكسيز ويسافرون إلى المنزل عبر الأنبوب عائدين إلى مملكة الفطر.

## التطوير

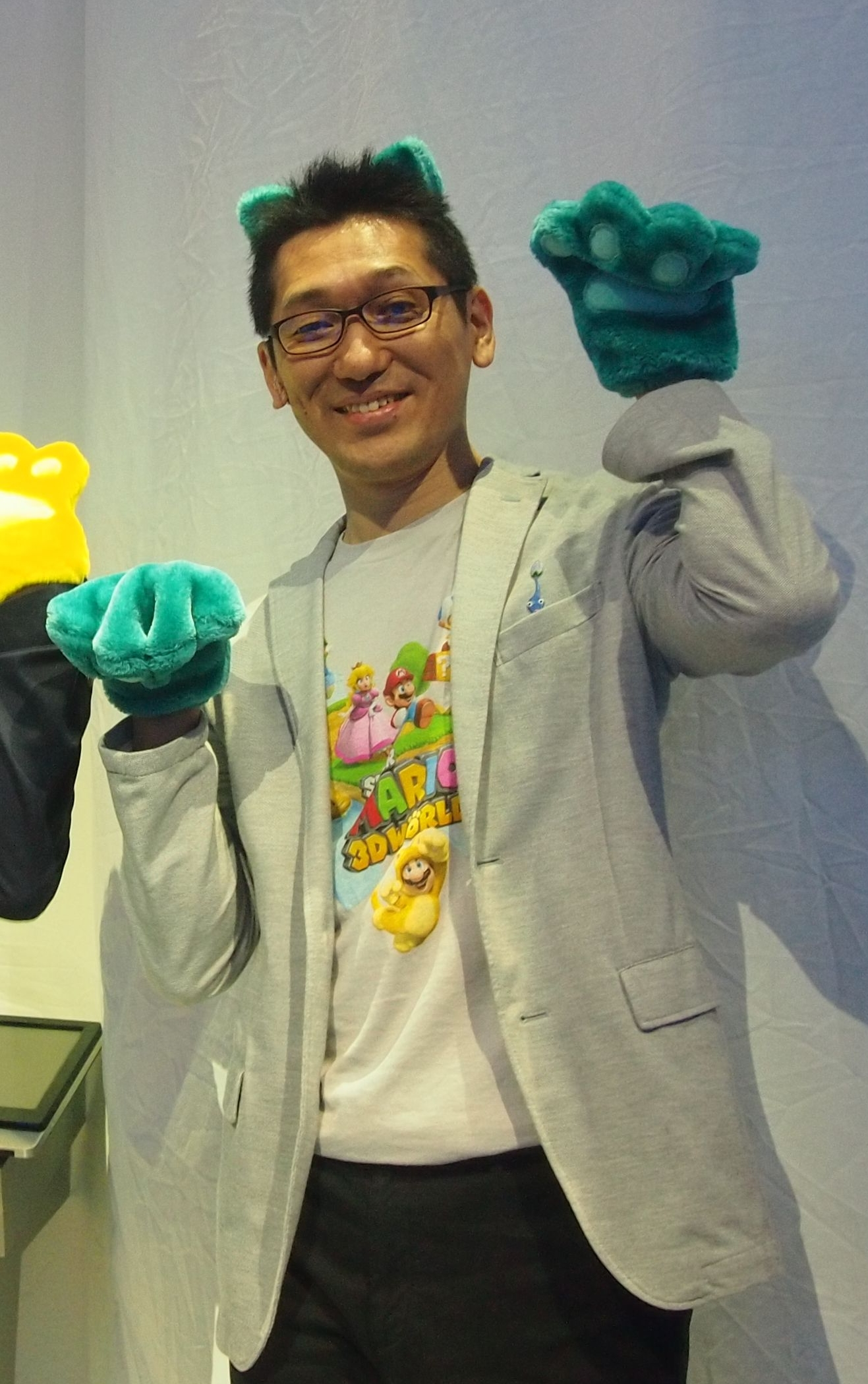
المخرج كويتشي هاياشيدا في معرض الترفيه الإلكتروني 2013.

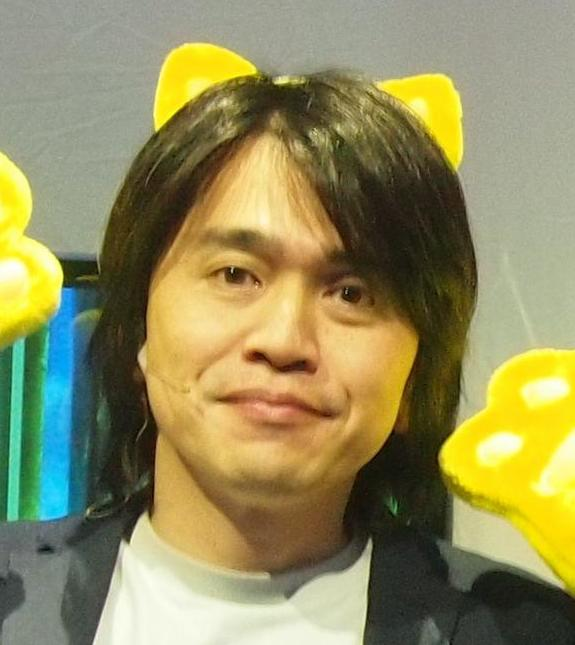
المنتج يوشياكي كويزومي في معرض الترفيه الإلكتروني 2013.

بدأ التطوير في لعبة سوبر ماريو 3دي ورلد بعد فترة وجيزة من إصدار لعبة سوبر ماريو 3دي لاند مع قيادة نينتندو إي آيه دي طوكيو للمشروع؛ قدم 1-أب ستوديو المساعدة التنموية.[بحاجة لمصدر أفضل] قام فريق مكون من 100 فرد، بما في ذلك المنتج يوشياكي كويزومي، بكتابة أفكار لميكانيكا اللعبة على ملاحظات لاصقة، والتي تم جمعها على جدران الاستوديو. إذا أعجب الفريق بفكرة م، فسيقومون بتطبيقها داخل اللعبة لاختبارها. صرح المدير المشارك كينتا موتوكورا، «لقد ناقشنا عددًا كبيرًا من الأفكار وتجاهلناها أثناء التطوير - في بعض الأحيان لا يمكنك معرفة ما إذا كانت الفكرة جيدة أم سيئة من خلال النظر إليها على لوحة الرسم؛ وعندما يحدث هذا، نحاول ذلك خارج اللعبة. إذا لم نجد الفكرة ممتعة، فلن تصل إلى المنتج النهائي. كان هناك الكثير من الترجمات في تصميمات الدورة التدريبية بسبب هذا.» المدير المشارك كويتشي صرح هاياشيدا أن سوبر ماريو 3دي ورلد كان من المفترض أن يكون لعبة وي يو يمكن لعشاق نيو سوبر ماريو برذرز الاستمتاع بها، بالإضافة إلى استمرار فعلي لسوبر ماريو 3دي لاند. ثبت أن تطبيق ميزة تعدد اللاعبين في اللعبة أمر معقد، حيث كان هدف الفريق هو ضبط الكاميرا للتركيز على جميع اللاعبين الأربعة في وقت واحد دون أن «يشعروا بأنهم مستبعدون». صرح موتوكورا أن اللعبة صممت لتكون «بديهية للغاية ويمكن الوصول إليها بسهولة». وأضاف موتوكورا: «لقد صممنا هذه اللعبة بحيث يمكن للاعبين فعلاً الانغماس فيها ومسح جميع الدورات دون الحاجة إلى قراءة الكثير من النصوص أو التعامل مع ضوابط صعبة، سواء كانوا يلعبون بمفردهم أو مع الآخرين». قال كويزومي إن الفريق «بذل قصارى جهده لإدخال العناصر [التي تسمح] للاعبين بالاستمتاع بشكل أكبر بالبيئات المترامية الأطراف.»
ظهرت أفكار أزياء القطط في اللعبة في وقت مبكر من التطوير، لتنفيذ ميكانيكي هجوم، وإدخال القدرة على تسلق الجدران، ومساعدة اللاعبين المبتدئين على إزالة العقبات. قال موتوكورا في حديثه مع آي جي إن: «عندما بدأنا، كنا نفكر في أنواع مختلفة من الإجراءات التي يمكن أن يقوم بها ماريو، بالتفكير في تلك الإجراءات المختلفة [...] اتضح أن القطة كانت حيوانًا مثاليًا يعرفه الجميع.»
فيما يتعلق بشكا من السلطة، قال موتوكورا إن عملية تضمين التعزيزات تتضمن موازنة تجربة اللاعب المبتدئ بين الصعوبة و «ما هو ممتع في اللعبة». وأضاف أن الفريق أراد تقديم طرق «جديدة» لاستخدام المعززات الكلاسيكية، مثل استخدام زهرة النار على الأنابيب الشفافة.
جاء الإلهام لدوبل تشيري، الذي يستنسخ شخصية اللاعب، في وقت متأخر من التطوير عندما قام مصمم المستوى بإدراج نسخة إضافية من نموذج شخصية ماريو بالخطأ في المستوى. شعر الفريق بالارتياح لرؤية أن اللعبة لم تتعطل مع وجود شخصيتين متطابقتين، وكانوا مستمتعين بإمكانية التحكم في كليهما في وقت واحد. المطورون «جاهدوا» لتضمين هذه الميزة في اللعبة النهائية. صرح موتوكورا أنه مصمم أيضًا للاعبين الفرديين «[... المساعدة] في تكرار بعض المواقف» باستخدام عناصر متعددة اللاعبين.
وفقًا لهاياشيدا، لم تكن بيتش في الأصل شخصية قابلة للعب حتى اقترح يوشياكي كويزومي إضافتها. في حديثه مع بوليغون، توصل كويزومي إلى أنه من أجل التأكيد على التمثيل النسائي. قال: «أشعر أن ألعاب ماريو، كما تعلم، قد قدمت الكثير من تمثيل الشخصيات الذكورية على مر السنين.» «ربما أكثر بكثير من الإناث - لذلك من الجيد حقًا أن تكون لديك شخصية أنثى قابلة للعب في اللعبة.» أضاف كويزومي، «أعتقد أنها تضيف الكثير إلى الإحساس بالمنافسة عندما تدخل في لعبة متعددة اللاعبين. يمكن أن يكون لديك أشخاص مختلفون يختارون شخصيات مختلفة بناءً على شخصيتهم أو من يحلو لهم.» وبالمثل، تمت إضافة روزالينا لاحقًا كشخصية قابلة للعب. قال كينتا موتوكورا، «كنت أفكر فيما سيكون ممتعًا بعد النهاية وأردت إحضار شخصية أنثوية أخرى بالإضافة إلى الأميرة بيتش. روزالينا لها أتباع بين قاعدة معجبين سوبر ماريو غالاكسي، وظهرت في ماريو كارت مؤخرًا، لذا أعتقد أنها معروفة جيدًا.» تم التخطيط أيضًا ليوشي في مرحلة ما، ولكن تم إسقاطه نظرًا لأن الكثير من تحركاته تشبه وظائف الشخصيات والعناصر الأخرى، مثل طيران بيتش، ونبتة بيرانا، وبليسي قدرات الركوب (من يمكنه السماح بثلاثة شخصيات إضافية).
وفقًا لكويزومي، تم التخطيط أيضًا للعبة أن تحتوي على ميزة ثلاثية الأبعاد مجسمة مشابهة لسوبر ماريو 3دي ورلد، ولكن تم إسقاطها بسبب مخاوف تعدد اللاعبين بشأن استخدام النظارات ثلاثية الأبعاد. بخصوص «3دي» في عنوان اللعبة، صرح المنتج العام ومنشئ السلسلة شيغيرو مياموتو أن «الفريق كان لديه رغبة قوية منذ البداية في تسميتها 3دي ورلد.»

### الموسيقى
قام بتأليف الموسيقى التصويرية للعبة ماهيتو يوكوتا (أيضًا مخرج الصوت)، وتورو مينيغيشي، وكوجي كوندو، وياسواكي إيواتا، وأداها ماريو 3دي ورلد بيغ باند، والتي شكلوها بعد إلهامهم من موسيقى الجاز. صرح يوكوتا: «هناك بطبيعة الحال الكثير من المقطوعات الموسيقية التي يتم عزفها مباشرة». «نقوم بترتيب الموسيقى بإحساس الفرقة الكبيرة، والاستفادة من قسم البوق الكامل مع الأبواق والساكسفونات.» بالإضافة إلى التراكيب الجديدة للعبة، فهي تتميز بترتيبات جديدة من ألعاب مثل سوبر ماريو برذرز 2 كذلك.
أثناء تطوير الموسيقى، ذكر يوكوتا أنه عمل على مسارات «مرحة وحيوية» لتلائم موضوع القط في اللعبة، مع استخدام القليل منها للغيتار الكهربائي وإيقاعات الترومبون التي تحاكي أصوات «مواء» القطط. بعد العمل على ألعاب سوبر ماريو غالاكسي، كان أحد أهداف يوكوتا للموسيقى التصويرية هو تحويل الاتجاه الموسيقي من الألعاب لأن غالبية 3دي ورلد تجري على أرض الواقع. قال: «تجري اللعبة أساسًا على أرضيات فيرما، لذلك لا يوجد إحساس مهيب أو عائم لسلسلة ماريو غالاكسي؛ بدلاً من ذلك، تتمتع الموسيقى بجو إيقاعي أكثر، وهو شيء تريد الرقص عليه». عند السؤال عن الموسيقى التصويرية المنسقة الحية للعبة، والتي تم إجراؤها مسبقًا في ألعاب سوبر ماريو غالاكسي، طُلب من مراسل دستركتويد «الحصول على مزيد من المعلومات حول ذلك قريبًا.»
تم إصدار مقطع صوتي لأعضاء كلوب نينتندو في اليابان وأستراليا وأوروبا، ويضم 77 مسارًا عبر قرصين مضغوطين.

## الإصدار
في يناير 2013 نينتندو دايركت قالت نينتندو أن لعبة ماريو ثلاثية الأبعاد الجديدة تم إنتاجها من قبل فريق التطوير وراء سوبر ماريو غالاكسي. تم الإعلان عن العنوان خلال نينتندو دايركت بمعرض الترفيه الإلكتروني 2013 في 11 يونيو 2013، جنبًا إلى جنب مع تاريخ الإصدار المبدئي في نوفمبر 2013. تم إصداره في اليابان في 21 نوفمبر 2013، أمريكا الشمالية في 22 نوفمبر 2013، أوروبا في 29 نوفمبر 2013، وفي أستراليا في 30 نوفمبر 2013.

### سوبر ماريو 3دي ورلد + باوزرز فيوري

غلاف أمريكا الشمالية من اللعبة.

تم الإعلان عن نسخة محسنة من اللعبة لنينتندو سويتش، سوبر ماريو 3دي ورلد + باوزرز فيوري (بالإنجليزية: Super Mario 3D World + Bowser's Fury)، في 3 سبتمبر 2020 كجزء من الذكرى السنوية الخامسة والثلاثين لسوبر ماريو برذرز نينتندو دايركت وتم إصداره في جميع أنحاء العالم في 12 فبراير 2021 جنبًا إلى جنب مع أميبو القط ماريو والقطة بيتش. تضيف النخة المحسنة خيارًا متعدد اللاعبين عبر الإنترنت، ووظيفة أميبو لتوليد عمليات القوة، وميزة سنابشوت لالتقاط لقطات شاشة داخل اللعبة، وتعاون رباعي اللاعبين إلى مستويات كابتن تود. تشمل الاختلافات الأخرى السرعة الأساسية للأحرف التي يتم زيادتها وإلغاء قفل الطوابع طوال اللعبة، والتي كانت مخصصة في الأصل لخدمة مي فيرس التي تم إيقافها الآن، ويمكن الآن استخدامها لتزيين البيئة في وضع اللقطة.
تتبع لعبة باوزرز فيوري الجديدة ماريو حيث ينتهي به المطاف في مكان يعرف باسم بحيرة لابكات ويتعاون مع باوزر جونيور من أجل إيقاف باوزر، الذي تم تحويله بواسطة مادة حبر إلى فيوري باوزر. على عكس الحملة الرئيسية، تحدث القصة في منطقة تجوال حر كبيرة مشابهة لألعاب سوبر ماريو المفتوحة في العالم. يجب على ماريو استكشاف الجزر من أجل استرداد شموس القطط. يمكن لـباوزر جونيور، الذي يمكن التحكم فيه من قبل لاعب ثانٍ، مساعدة ماريو باستخدام فرشاة الرسم الخاصة به لمهاجمة الأعداء وكشف الأسرار. من حين لآخر، يستيقظ فيوري باوزر ويبدأ في الهجوم، مما يحول الجزيرة في أماكن معينة. من خلال جمع شموس القطط، تمكن ماريو من الوصول إلى جيغا بيل، وهو نسخة كبيرة من سوبر بيل، والتي تحول ماريو إلى القط ماريو العملاق حتى يتمكن من مواجهة فيوري باوزر.

## التقييم
| نتائج المراجعة نشرة نقاط سويتش وي يو دستركتويد غ/م 10/10 إدج غ/م 9/10 إلكترونك غيمينغ مونثلي يورو غيمر غ/م 10/10 فاميتسو غ/م 38/40 غيم إنفورمر غ/م 9.25/10 غيم ريفولوشن غ/م غيم سبوت غ/م 9/10 غيمز رادار غيمز تي إم غ/م 9/10 غيم تريلرز غ/م 9.5/10 جاينت بومب غ/م هايبر غ/م 100/100 آي جي إن 7/10 9.6/10 جويستيك غ/م نينتندو لايف نينتندو ورلد ريبورت غ/م 10/10 مجلة نينتندو الرسمية غ/م 93% بوكيت غيمر غ/م بوليغون غ/م 9/10 شاك نيوز غ/م 9/10 ترو جيمنج 10/10 [ 39 ] غ/م يو إس غيمر غ/م 4.5/5 فيديو غيمر.كوم غ/م 9/10 مجموع النقاط ميتاكريتيك 89/100 93/100 |             |             |
| نتائج المراجعة |             |             |
| نشرة | نقاط        | نقاط        |
| نشرة | سويتش       | وي يو       |
| دستركتويد | غ/م         | 10/10       |
| إدج | غ/م         | 9/10        |
| إلكترونك غيمينغ مونثلي | 4/5 stars   | 5/5 stars   |
| يورو غيمر | غ/م         | 10/10       |
| فاميتسو | غ/م         | 38/40       |
| غيم إنفورمر | غ/م         | 9.25/10     |
| غيم ريفولوشن | غ/م         | 4.5/5 stars |
| غيم سبوت | غ/م         | 9/10        |
| غيمز رادار | 4.5/5 stars | 4.5/5 stars |
| غيمز تي إم | غ/م         | 9/10        |
| غيم تريلرز | غ/م         | 9.5/10      |
| جاينت بومب | غ/م         | 5/5 stars   |
| هايبر | غ/م         | 100/100     |
| آي جي إن | 7/10        | 9.6/10      |
| جويستيك | غ/م         | 5/5 stars   |
| نينتندو لايف | 10/10 stars | 10/10 stars |
| نينتندو ورلد ريبورت | غ/م         | 10/10       |
| مجلة نينتندو الرسمية | غ/م         | 93%         |
| بوكيت غيمر | 4.5/5 stars | غ/م         |
| بوليغون | غ/م         | 9/10        |
| شاك نيوز | غ/م         | 9/10        |
| ترو جيمنج | 10/10       | غ/م         |
| يو إس غيمر | غ/م         | 4.5/5       |
| فيديو غيمر.كوم | غ/م         | 9/10        |
| مجموع النقاط |             |             |
| ميتاكريتيك | 89/100      | 93/100      |

تلقت لعبة سوبر ماريو 3دي ورلد «إشادة عالمية» من النقاد، وفقًا لمجمع مراجعة ميتاكريتيك. وقد فاز بجوائز من العديد من وسائل الإعلام ، بما في ذلك لعبة العام من يورو غيمر وديجيتال سباي وإم إس إن بريطانيا.
أعطت فاميتسو اللعبة 38/40. أعطى خوسيه أوتيرو من آي جي إن لثري دي ورلد قيمة 9.6 / 10، مشيدًا «بالطاقة الشابة» للتصميم المرئي، و «المخاطر المثيرة» التي تم أخذها مع تصميمات المستوى، و «التحدي المجنون» الذي قدمته العوالم اللاحقة، و «المشاركة المضحكة حقًا والتي لا تنسى المرجع». قال: «لقد استمتعت بالتألق الهائل لمقدار الطاقة والأميال التي قطعتها نينتندو في اللعب في كل العالم.» كانت شكوى أوتيرو الوحيدة هي أن «الكاميرا تصبح عائقًا بسيطًا في اللعب الجماعي بأربعة لاعبين». أعطت غيم تريلرز اللعبة 9.5 نقطة، مشيدًا بطريقة اللعب والعرض التقديمي، وانتقد مشكلات الكاميرا وبعض خيارات التحكم الفردية. أعطى هنري جيلبرت من غيمز رادار للعبة درجة 4.5 / 5، مشيدًا بتحسن تعدد اللاعبين وبعض اللحظات الرائعة لدرجة أنه يمكنهم جعل بعض المستويات الأخرى تبدو مملة بالمقارنة. وصفها لوك بلونكيت من كوتاكو بأنها «لعبة فيديو رائعة ... ليست مجرد لعبة وي يو جيدة جدًا»، مدحًا اللعبة نفسها، لكنه أعرب عن أسفه لأنها لا تفعل الكثير لإظهار قدرات وي يو. قال باتريك كليبيك من قنبلة عملاقة، «يواصل العالم إثبات أنه من الممكن إعادة اختراع كلاسيكي مرارًا وتكرارًا».
منحت هايدي كيمبس من شبكة أنمي نيمز نيتورك اللعبة درجة A، واصفة إياها بأنها "مرحة وخيالية ومليئة بالقليل من المفاجآت والبهجة". صنفت إدج اللعبة 9/10، واصفًا إياها بأنها "أفضل لعبة وي يو حتى الآن"، و "أكثر ألعاب الجيل التالي التي أنتجها عام 2013 حتى الآن"، مشيرًا إلى أن ماريو هي الشخصية الأكثر متعة في اللعب لأنها "جماعته "القدرات ليست شيئًا خاصًا". منح كريس كارتر من دستركتويد اللعبة 10/10، مشيدًا بميزات القوة، مثل بدلة القط، التي "تفتح أبوابًا لم تكن موجودة من قبل"، ودوبل تشيري، التي "تفوقت نينتندو على نفسها حقًا من حيث الميكانيكا التقنية "لجعلها ممكنة، الرسومات" الحادة بشكل لا يصدق "، و" واحدة من أفضل ألعاب OST التي سمعتها على الإطلاق ". كتب كارتر أن "السقوط الوحيد للتصميم هو اختيار معارك الرؤساء"، حيث أن نينتندو "حققت مستوى من تصميم المنصة يقترب من الكمال". أعطى ريتشارد ميتشل من جويستيك اللعبة 5/5 نجوم، مشيدًا بالحرفية البصرية "المذهلة"، و"الموسيقى التصويرية الممتازة"، و"التصميم الفني الهادف" الذي "يوصل الأهداف بوضوح تام". صرح مايك سبليشتا من غيم زون بأنه "مع شخصيات متعددة للعب مثل (كالعودة لسوبر ماريو برذرز 2) وشخصية خامسة غير قابلو للفتح، مكون متعدد اللاعبين رائع وغير مزعج وشكا من القوة الجديدة الكافية لجعل رأس ماريو يدور، فأنت ملزم بذلك تمتع بوقت ممتع للغاية مع واحدة من أفضل منصات الألعاب ثلاثية الأبعاد التي تم إصدارها حتى الآن. "
أعطى كريستيان دونلان، لاعب يورو غيمر، اللعبة 10/10، واصفًا إياها بأنها «متعة لا نهاية لها من اللعب الحر» مع «قيادة مضغوطة ... لاستكشاف عدد المواقف المختلفة التي يمكن أن يسحق ماريو فيها». وأشار إلى أن هذا الابتكار ينتقل إلى الموسيقى التصويرية «الفخمة وسريعة التغيير»، قائلاً إنها «محاكاة في أبهى صورها وأكثرها بانورامية». أعطت جيني لادا من تشيت كود سينترال اللعبة 5/5، داعيةً إنها «أقرب ما توصلنا إليه على الإطلاق في لعبة ماريو المثالية، واحدة متوجة لكل قرار صائب تم اتخاذه في السلسلة.» ذكرت نينتندو ورلد ريبورت أنها لعبة ماريو التي يرغب المرء في مواصلة اللعب بمجرد هزيمة اللعبة وقد تكون التطبيق القاتل لوي يو، قائلة «الحمد لله أن 3دي ورلد ليست مجرد تحسين لصيغة ماريو، إنها إعادة تخيل قوية. إنها ساحة متفجرة من الألوان والإثارة بالإضافة إلى تطور مدروس جيدًا لماريو.» أعطى بوب تشيبمان من ذي اسكيبستس اللعبة أربعة من أصل خمسة نجوم، لكنه انتقدها قليلاً، قائلاً«اشترها إذا كنت تحب ذلك السباك الصغير، واستمتع بالألعاب الجديدة، لكن لا تتوقع أن يفجر عقلك».

### المبيعات
في اليابان، بلغ إجمالي مبيعات الأسبوع الأول في ثلاثة أيام في البيع بالتجزئة، والتي لا تشمل مبيعات تنزيل إي شوب، 99588 نسخة مباعة و 57٪ من شحنتها الأولية. تم اعتبار المبيعات منخفضة في البداية، لكنها حافظت على مبيعات قوية خلال الأسابيع التالية. بحلول 5 يناير 2014، بلغ إجمالي المبيعات حوالي 400000 وحدة في اليابان وكانت لا تزال في المخططات العشرة الأسبوعية الأولى. في المملكة المتحدة، ظهرت اللعبة لأول مرة في المركز 14، خلف ناك، والتي ظهرت لأول مرة في المركز 13. في الولايات المتحدة، باعت 215000 وحدة في الأيام الثمانية الأولى لها وفقًا لمجموعة NPD، ظهرت لأول مرة من بين أفضل 10 ألعاب. اعتبارًا من 30 سبتمبر 2020، باعت نسخة وي يو 5.86 مليون وحدة في جميع أنحاء العالم، مما يجعلها ثاني أكثر الألعاب مبيعًا للنظام.
أطلقت لعبة سوبر ماريو 3دي ورلد + باوزرز فيوري ما يقرب من ثلاثة أضعاف المبيعات المادية للنسخة الأصلية في المملكة المتحدة، وأصبحت الإصدار الأسرع مبيعًا لعام 2021 في المنطقة. في اليابان، كانت لعبة التجزئة الأكثر مبيعًا خلال الأسبوع الأول من إصدارها، حيث بيعت 250,018 نسخة. في الولايات المتحدة، كانت اللعبة الأكثر مبيعًا في فبراير 2021. اعتبارًا من 31 مارس 2021، باعت نسخة سويتش 5.59 مليون وحدة في جميع أنحاء العالم. بين كلا الإصدارين، تم بيع ما مجموعه 11.45 مليون وحدة في جميع أنحاء العالم.

### الميراث
تم إصدار كابتن تود: تريجر تراكر، وهي لعبة عرضية تعتمد على مستويات لعبة كابتن تود المستندة إلى الألغاز وتتوسع عليها، وقد تم إصدارها للوي يو في 13 نوفمبر 2014 في اليابان، 5 ديسمبر 2014 في أمريكا الشمالية وفي يناير 2015 في مناطق بال. تمت إعادة إصداره في جميع أنحاء العالم لنينتندو 3دي أس ونينتندو سويتش في 13 يوليو 2018. لقد تم استقبال اللعبة بشكل جيد بشكل عام.
في أواخر عام 2014، تم إصدار محتوى قابل للتنزيل لماريو كارت 8، مضيفًا القطة بيتش إلى القائمة القابلة للعب. تظهر عناصر من اللعبة في سوبر ماريو ميكر 2، حيث يمكن للاعبين استخدامها أثناء تصميم مسارهم.

### الجوائز
| السنة | الجائزة                                   | التصنيف                 | النتيجة | المرجع |
| ----- | ----------------------------------------- | ----------------------- | ------- | ------ |
| 2013  | دستركتويد أفضل ما في إي ثري               | أفضل لعبة وي يو         | رُشِّح     | [ 56 ] |
| 2013  | دستركتويد أفضل ما في إي ثري               | أفضل لعبة منصات         | رُشِّح     | [ 56 ] |
| 2013  | غيم تريلرز أفضل ما في إي ثري              | أفضل لعبة حصرية للوي يو | رُشِّح     | [ 57 ] |
| 2013  | آي جي إن أفضل ما في إي ثري                | أفضل لعبة شاملة         | رُشِّح     | [ 58 ] |
| 2013  | آي جي إن أفضل ما في إي ثري                | أفضل لعبة وي يو         | رُشِّح     | [ 58 ] |
| 2013  | آي جي إن أفضل ما في إي ثري                | أفضل لعبة منصات         | رُشِّح     | [ 58 ] |
| 2013  | ذا نيرديست [الإنجليزية] أفضل ما في إي ثري | أفضل لعبة منصات         | فوز     | [ 59 ] |

| السنة | الجائزة                                                             | التصنيف                       | النتيجة | المرجع |
| ----- | ------------------------------------------------------------------- | ----------------------------- | ------- | ------ |
| 2013  | جوائز تشيت كود سينترال السنوية السابعة كودي                         | أفضل لعبة نينتندو             | فوز     | [ 60 ] |
| 2013  | ديجيتال سباي                                                        | لعبة العام                    | فوز     | [ 61 ] |
| 2013  | يورو غيمر                                                           | لعبة العام                    | فوز     | [ 62 ] |
| 2013  | غيم ريفولوشن                                                        | لعبة العام                    | رُشِّح     | [ 63 ] |
| 2013  | غيم ريفولوشن                                                        | أفضل لعبة حصرية للوي يو       | فوز     | [ 64 ] |
| 2013  | غيم سبوت لعبة العام                                                 | لعبة العام للوي يو            | رُشِّح     | [ 65 ] |
| 2013  | غيم تريلرز جوائز لعبة العام 2013                                    | لعبة العام                    | رُشِّح     | [ 66 ] |
| 2013  | غيم تريلرز جوائز لعبة العام 2013                                    | أفضل لعبة نينتندو             | فوز     | [ 67 ] |
| 2013  | آي جي إن أفضل ما في إي ثري                                          | أفضل لعبة شاملة               | رُشِّح     | [ 68 ] |
| 2013  | آي جي إن أفضل ما في إي ثري                                          | أفضل موسيقى شاملة             | رُشِّح     | [ 69 ] |
| 2013  | آي جي إن أفضل ما في إي ثري                                          | أفضل لعبة منصات شاملة         | فوز     | [ 70 ] |
| 2013  | آي جي إن أفضل ما في إي ثري                                          | أفضل لعبة وي يو               | فوز     | [ 71 ] |
| 2013  | آي جي إن أفضل ما في إي ثري                                          | أفضل موسيقى وي يو             | فوز     | [ 72 ] |
| 2013  | آي جي إن أفضل ما في إي ثري                                          | أفضل رسوميات وي يو            | فوز     | [ 73 ] |
| 2013  | آي جي إن أفضل ما في إي ثري                                          | أفضل لعبة منصات للوي يو       | فوز     | [ 74 ] |
| 2013  | جوائز سبايك                                                         | لعبة العام                    | رُشِّح     | [ 75 ] |
| 2013  | جوائز سبايك                                                         | أفضل لعبة نينتندو             | فوز     | [ 75 ] |
| 2013  | جوائز الأكاديمية الوطنية لمراجعي تجارة ألعاب الفيديو (NAVGTR)       | لعبة، سلسلة العائلة           | فوز     | [ 76 ] |
| 2013  | جوائز الأكاديمية الوطنية لمراجعي تجارة ألعاب الفيديو (NAVGTR)       | اتجاه الكاميرا في محرك اللعبة | رُشِّح     | [ 76 ] |
| 2013  | جوائز الأكاديمية الوطنية لمراجعي تجارة ألعاب الفيديو (NAVGTR)       | تصميم اللعبة، السلسلة         | رُشِّح     | [ 76 ] |
| 2013  | جوائز الأكاديمية الوطنية لمراجعي تجارة ألعاب الفيديو (NAVGTR)       | لعبة العام                    | رُشِّح     | [ 76 ] |
| 2014  | جوائز الأكاديمية البريطانية لفنون السينما والتلفزيون لألعاب الفيديو | أفضل لعبة                     | رُشِّح     | [ 77 ] |
| 2014  | جوائز الأكاديمية البريطانية لفنون السينما والتلفزيون لألعاب الفيديو | أفضل لعبة للعائلة             | رُشِّح     | [ 77 ] |
| 2014  | جوائز الأكاديمية البريطانية لفنون السينما والتلفزيون لألعاب الفيديو | أفضل لعبة جماعية              | رُشِّح     | [ 77 ] |
| 2014  | جوائز الأكاديمية البريطانية لفنون السينما والتلفزيون لألعاب الفيديو | أفضل موسيقى أصلية             | رُشِّح     | [ 77 ] |
| 2014  | جوائز اختيار مطوري الألعاب                                          | لعبة العام                    | رُشِّح     | [ 78 ] |
| 2014  | جوائز اختيار مطوري الألعاب                                          | أفضل تصميم                    | رُشِّح     | [ 78 ] |
| 2014  | حفل جوائز جولدن جويستيك الثانية والثلاثون                           | أفضل صوت                      | رُشِّح     | [ 79 ] |
| 2014  | حفل جوائز جولدن جويستيك الثانية والثلاثون                           | لعبة العام                    | رُشِّح     | [ 79 ] |
| 2014  | حفل جوائز جولدن جويستيك الثانية والثلاثون                           | أفضل لعبة جماعية              | رُشِّح     | [ 79 ] |
| 2014  | جوائز ألعاب الفيديو من إس إكس إس دبليو                              | لعبة العام                    | رُشِّح     | [ 80 ] |
| 2014  | جوائز ألعاب الفيديو من إس إكس إس دبليو                              | التميز في أسلوب اللعب         | رُشِّح     | [ 80 ] |
| 2014  | جوائز ألعاب الفيديو من إس إكس إس دبليو                              | التميز في الرسوم المتحركة     | رُشِّح     | [ 80 ] |
| 2014  | جوائز ألعاب الفيديو من إس إكس إس دبليو                              | التميز في الإنجاز الفني       | رُشِّح     | [ 80 ] |
| 2014  | جوائز ألعاب الفيديو من إس إكس إس دبليو                              | أفضل لعبة جماعية              | فوز     | [ 80 ] |

## الملاحظات
1. ↑  تم تطوير سوبر ماريو 3دي ورلد بالتعاون بين نينتندو إي آيه دي توكيو و1-أب ستوديو. تم تطوير نسخة نينتندو سويتش بواسطة نينتندو سوفتوير تكنلوجي؛ عملت نينتندو إي بي دي ونينتندو سوفتوير تكنلوجي و1- أب ستوديو على باوزرز فيوري.

## وصلات خارجية
- سوبر ماريو 3دي ورلد على موقع IMDb (الإنجليزية)

- الموقع الرسمي
- الموقع الرسمي
- الموقع الرسمي